# Giovanni Ghizzolo
Giovanni Ghizzolo (né vers 1580 à Brescia, en Lombardie et mort vers 1625 à Novare) est un compositeur baroque italien du début du XVIIe siècle.

## Biographie
Aussi à l'aise dans la « prima » et la « secunda prattiche », Giovanni Ghizzolo a écrit de la musique sacrée, des madrigaux à 5 voix, des monodies, des dialogues, des « mascherate », « arie », « canzonette » et « scherzi » pour les cours de ses différents mécènes de l'Italie du Nord.
Dans ses deux recueils de « Madrigali et arie » il a exploré les nouvelles bases de la monodie. Chanteur lui-même, il était certainement conscient des possibilités de la voix humaine et des limites des chanteurs amateurs. Son utilisation des « passagi » et « esclamazioni » est limitée et calculée pour mettre en valeur les affects verbaux et les situations.
C'est lorsqu'il suit naturellement le flux et le reflux du texte poétique, reflétant son contenu émotionnel, qu'il est le meilleur. Sa composition la plus célèbre est certainement le « Gioco della cieca » dans son livre I. Avec ce texte de 123 vers tiré  de « il pastor fido » de Giovanni Battista Guarini (acte III, scène 2) il a composé une souple alternance de monologues, dialogues et chœurs et créé une action brillante et théâtrale.

## Œuvres
- Madrigali et arie per sonare et cantare : Libro primo (1609), Libro secundo (1610), édité par Judith Cohen, Middleton, Wisconsin: A-R Editions, 2005. (Recent Researches in the Music in the Baroque Era, 138).